# Puss in Boots (film, 1922)
Pour plus de détails, voir Fiche technique et Distribution.
Puss in Boots est un court métrage d'animation sorti en novembre 1922 produit le studio Laugh-O-Gram, fondé par Walt Disney à Kansas City, avant sa mise en faillite en juillet 1923 et le départ de Walt pour Hollywood. Il est basé sur le conte Le Chat botté de Charles Perrault, mais IMDb cite le livre de Jacob Grimm.

## Synopsis
Un jeune garçon et sa chatte Puss sont respectivement amoureux de la fille du roi et du chauffeur de celui-ci. Malheureusement, le roi n’approuve aucun de ces deux unions, et ils les chassent de chez lui. Puss a alors une idée pour que son maître séduise la princesse mais, en retour, elle exige qu’il lui paye, en récompense, une paire de bottes… 

## Fiche technique
- Titre original : Puss in Boots
  - Titre alternatif : The Cat's Whiskers[3]
- Série : Laugh-O-Gram
- Réalisateur : Walt Disney
- Scénario : Walt Pfeiffer[2] d'après Jacob et Wilhelm Grimm
- Animateur[2],[4] : Walt Disney, Hugh Harman, Rudolf Ising, Carman Maxwell, Lorey Taque, Otto Walliman
- Caméra : Red Lyon
- Producteur : Walt Disney
- Production : Laugh-O-Gram Films
- Distribution : Leslie B. Mace
- Date de sortie : novembre 1922[2]
- Format d'image : Noir et Blanc
- Durée[2] : 9 min
- Langue : (en)
- Pays de production :  États-Unis